# Trái phiếu chuyển đổi
Trong lĩnh vực tài chính, trái phiếu chuyển đổi hay nợ chuyển đổi (hoặc giấy nợ có thể chuyển đổi nếu có thời hạn trên 10 năm) là loại trái phiếu mà người nắm giữ có thể chuyển đổi thành một số lượng cổ phiếu phổ thông cụ thể của công ty phát hành hoặc tiền mặt có giá trị tương đương. Nó là một chứng khoán lai với các tính năng giống như nợ và vốn chủ sở hữu. Nó có nguồn gốc từ giữa thế kỷ 19 và được các nhà đầu cơ thời kỳ đầu như Jacob Little và Daniel Drew sử dụng để chống lại lũng đoạn thị trường.
Trái phiếu chuyển đổi thường được phát hành bởi các công ty có xếp hạng tín dụng thấp và tiềm năng tăng trưởng cao. Trái phiếu chuyển đổi cũng được coi là chứng khoán nợ bởi vì các công ty đồng ý đưa ra lãi suất cố định hoặc thả nổi như đối với trái phiếu thông thường đối với quỹ của nhà đầu tư. Để bù đắp cho việc có thêm giá trị thông qua quyền chọn chuyển đổi trái phiếu thành cổ phiếu, trái phiếu chuyển đổi thường có lãi suất coupon thấp hơn lãi suất của khoản nợ không chuyển đổi tương tự. Nhà đầu tư nhận được lợi nhuận tiềm năng của việc chuyển đổi thành vốn chủ sở hữu trong khi bảo vệ phần giảm giá bằng dòng tiền từ các khoản thanh toán lãi coupon và hoàn vốn gốc khi đáo hạn. Những đặc tính này — và thực tế là trái phiếu chuyển đổi thường được giao dịch dưới giá thị trường — tự nhiên phù hợp với ý tưởng về chênh lệch giá chuyển đổi, trong đó vị thế mua của trái phiếu chuyển đổi được cân bằng bằng vị thế bán trong vốn chủ sở hữu cơ bản.
Từ quan điểm của nhà phát hành, lợi ích chính của việc huy động tiền bằng cách bán trái phiếu chuyển đổi là giảm được lãi suất. Lợi thế của các công ty phát hành trái phiếu chuyển đổi là nếu trái phiếu được chuyển đổi thành cổ phiếu thì nợ của công ty sẽ biến mất. Tuy nhiên, để đổi lấy lợi ích từ việc giảm lãi, giá trị vốn chủ sở hữu của cổ đông bị giảm do việc pha loãng cổ phiếu dự kiến khi trái chủ chuyển đổi trái phiếu của họ thành cổ phần mới.
Trái phiếu chuyển đổi cũng là một phương tiện thường xuyên để đầu tư hạt giống vào các công ty khởi nghiệp như một dạng nợ chuyển đổi thành vốn chủ sở hữu trong một vòng đầu tư trong tương lai. Nó là một phương tiện đầu tư lai, mang tính bảo vệ (có giới hạn) đối với khoản nợ ban đầu nhưng có lợi thế như vốn chủ sở hữu nếu công ty khởi nghiệp thành công, đồng thời tránh việc cần thiết phải định giá công ty ở giai đoạn quá sớm.

## Các loại trái phiếu chuyển đổi
Mặc dù không có một hệ thống phân loại chính thức trên thị trường tài chính, có thể phân chia trái phiếu chuyển đổi thành các loại sau:

### Trái phiếu chuyển đổi Vanilla
Trái phiếu chuyển đổi Vanilla là dạng trái phiếu chuyển đổi đơn giản nhất. Chúng cho phép người sở hữu quyền chuyển đổi thành một số lượng cổ phiếu nhất định dựa trên giá chuyển đổi đã được xác định trước. Loại trái phiếu này có thể cung cấp các khoản thanh toán lãi định kỳ trong suốt thời gian tồn tại của trái phiếu và có một ngày đáo hạn cố định, tại đó giá trị danh nghĩa của trái phiếu được hoàn trả. Đây là loại trái phiếu chuyển đổi phổ biến nhất, thường mang lại lợi nhuận bất đối xứng và tính lồi dương mà nhiều người nhầm lẫn là thuộc về toàn bộ loại tài sản này. Vào ngày đáo hạn, người sở hữu có thể chọn chuyển đổi thành cổ phiếu hoặc yêu cầu hoàn trả mệnh giá, tùy thuộc vào việc giá cổ phiếu có cao hơn giá chuyển đổi hay không.

### Trái phiếu chuyển đổi bắt buộc
Trái phiếu chuyển đổi bắt buộc là một biến thể phổ biến của trái phiếu Vanilla, đặc biệt trên thị trường Mỹ. Loại trái phiếu này buộc người sở hữu phải chuyển đổi thành cổ phiếu vào ngày đáo hạn—do đó được gọi là "bắt buộc". Các trái phiếu này thường có hai mức giá chuyển đổi, tạo ra cấu trúc tương tự như chiến lược quyền chọn "biến động quyền chọn (risk reversal)". Mức giá chuyển đổi đầu tiên xác định giá tại đó nhà đầu tư nhận lại giá trị tương đương mệnh giá của trái phiếu bằng cổ phiếu, trong khi mức giá chuyển đổi thứ hai xác định mức giá mà nhà đầu tư sẽ kiếm được nhiều hơn mệnh giá. Nếu giá cổ phiếu thấp hơn mức giá chuyển đổi đầu tiên, nhà đầu tư sẽ chịu lỗ vốn so với khoản đầu tư ban đầu (không tính các khoản lãi tiềm năng). Trái phiếu chuyển đổi bắt buộc có thể được so sánh với việc bán cổ phiếu kỳ hạn với giá cao hơn thị trường.

### Trái phiếu chuyển đổi ngược
Trái phiếu chuyển đổi ngược ít phổ biến hơn, thường được phát hành dưới dạng cấu trúc tổng hợp. Chúng có cơ chế ngược lại so với trái phiếu Vanilla: giá chuyển đổi sẽ hoạt động như một quyền chọn bán knock-in. Khi giá cổ phiếu giảm xuống dưới mức giá chuyển đổi, nhà đầu tư sẽ bắt đầu chịu rủi ro về hiệu suất của cổ phiếu cơ sở và không còn được quyền hoàn trả mệnh giá của trái phiếu. Tính lồi âm này thường được bù đắp bằng các khoản lãi suất định kỳ cao.

### Trái phiếu chuyển đổi đóng gói
Trái phiếu chuyển đổi đóng gói (Packaged convertibles) hoặc đôi khi gọi là cấu trúc "trái phiếu + quyền chọn" bao gồm một trái phiếu thông thường và một quyền chọn mua/cổ phiếu gộp lại. Thông thường, nhà đầu tư có thể giao dịch riêng lẻ từng phần. Mặc dù lợi nhuận ban đầu giống với trái phiếu Vanilla, nhưng trái phiếu đóng gói sẽ có động thái và rủi ro khác nhau. Đến ngày đáo hạn, người sở hữu sẽ nhận được tiền mặt và có thể một số cổ phiếu, thay vì chỉ nhận tiền mặt hoặc cổ phiếu như trái phiếu Vanilla. Điều này làm mất đi hiệu ứng giảm thời gian đáo hạn thường thấy ở trái phiếu Vanilla.

### Trái phiếu chuyển đổi dự phòng
Trái phiếu chuyển đổi dự phòng là một biến thể của trái phiếu chuyển đổi bắt buộc. Chúng được tự động chuyển đổi thành cổ phiếu nếu một sự kiện kích hoạt được xác định trước xảy ra, ví dụ như khi giá trị tài sản của công ty thấp hơn giá trị nợ được bảo đảm.

### Trái phiếu chuyển đổi ngoại tệ
Trái phiếu chuyển đổi ngoại tệ là bất kỳ trái phiếu chuyển đổi nào có mệnh giá phát hành bằng một loại tiền tệ khác với tiền tệ nội địa của công ty phát hành.

### Trái phiếu hoán đổi
Trái phiếu hoán đổi là trái phiếu trong đó công ty phát hành và công ty có cổ phiếu cơ sở là hai thực thể khác nhau (ví dụ: XS0882243453, GBL sang GDF Suez). Sự phân biệt này thường dựa trên rủi ro (tức là rủi ro vốn chủ sở hữu và tín dụng có tương quan). Trong một số trường hợp, các thực thể này là khác biệt về mặt pháp lý, nhưng không được coi là hoán đổi do đơn vị bảo lãnh cuối cùng giống với công ty cổ phiếu cơ sở (điển hình trong các trường hợp như Sukuk—trái phiếu chuyển đổi Hồi giáo, cần một cấu trúc pháp lý cụ thể để tuân thủ luật Hồi giáo).

### Trái phiếu tổng hợp
Trái phiếu chuyển đổi tổng hợp là trái phiếu do một ngân hàng đầu tư phát hành để tái tạo lợi suất chuyển đổi trên một cổ phiếu cơ sở cụ thể. Chúng thường được gọi là "Trái phiếu ngân hàng có thanh toán bằng tiền mặt" (Cash Settled Bank Exchangeable Bonds, ví dụ: Barclays/MSFT 25 US06738G8A15 - Barclays Bank PLC là nhà phát hành, trong khi Microsoft là cổ phiếu cơ sở tham chiếu). Phần lớn các trái phiếu chuyển đổi ngược là tổng hợp. Tổng hợp giống với các sản phẩm có cấu trúc hơn, với việc thanh toán bằng tiền mặt và không phát hành cổ phiếu sau khi chuyển đổi. Các trái phiếu đóng gói (ví dụ: Siemens 17 DE000A1G0WA1) đôi khi bị nhầm với tổng hợp, do nhà phát hành (thường là nhà quản lý danh mục đầu tư) tạo ra cấu trúc bằng cách sử dụng trái phiếu thông thường và quyền chọn. Tuy nhiên, đây là hai sản phẩm hoàn toàn khác nhau với rủi ro và lợi nhuận riêng biệt.

## Cấu trúc, đặc điểm và thuật ngữ
- Coupon (Lãi suất): Khoản thanh toán lãi định kỳ được trả cho người sở hữu trái phiếu chuyển đổi từ phía nhà phát hành. Lãi suất này có thể cố định, biến đổi hoặc bằng 0.

- Ngày đáo hạn/Ngày hoàn trả (Maturity/redemption date): Là ngày mà giá trị gốc (mệnh giá) của trái phiếu (và tất cả lãi suất còn lại) đến hạn thanh toán. Trong một số trường hợp, đối với các trái phiếu chuyển đổi không thuộc loại Vanilla, không có ngày đáo hạn (tức là vĩnh viễn). Điều này thường xảy ra với các loại trái phiếu ưu đãi chuyển đổi (ví dụ: US0605056821).

- Ngày chuyển đổi cuối cùng (Final conversion date): Ngày cuối cùng mà người sở hữu có thể yêu cầu chuyển đổi trái phiếu thành cổ phiếu. Ngày này có thể khác với ngày hoàn trả.

- Lợi suất (Yield): Lợi suất của trái phiếu chuyển đổi tại ngày phát hành có thể khác với giá trị lãi suất (coupon) nếu trái phiếu được phát hành kèm theo giá trị hoàn trả cao hơn mệnh giá. Trong những trường hợp đó, lợi suất sẽ xác định giá trị hoàn trả cao hơn mệnh giá và giá trị hoàn trả trung gian.

- Giá trị sàn của trái phiếu (Bond floor): Còn được gọi là giá trị trái phiếu thông thường, đây là giá trị của các yếu tố thu nhập cố định của trái phiếu chuyển đổi (các khoản thanh toán lãi định kỳ, hoàn trả giá trị gốc khi đáo hạn, và quyền ưu tiên cao hơn đối với tài sản so với cổ phiếu thường), không bao gồm khả năng chuyển đổi thành cổ phiếu.[5]

- Bản cáo bạch phát hành sẽ quy định tỷ lệ chuyển đổi hoặc giá chuyển đổi.

- Tỷ lệ chuyển đổi (Conversion ratio): Số lượng cổ phiếu mà nhà đầu tư nhận được khi đổi trái phiếu lấy cổ phiếu thường.
- Giá chuyển đổi (Conversion price): Mức giá phải trả trên mỗi cổ phiếu để nhận cổ phiếu khi đổi trái phiếu lấy cổ phiếu thường.
- Giá chuyển đổi thị trường (Market conversion price): Mức giá mà nhà đầu tư trái phiếu chuyển đổi thực tế phải trả để có quyền chuyển đổi thành cổ phiếu thường. Được tính theo công thức sau:[7]

| Giá chuyển đổi thị trường = Giá thị trường của trái phiếu chuyển đổi / Tỷ lệ chuyển đổi |
Khi giá thị trường thực tế của cổ phiếu cơ sở vượt quá giá chuyển đổi thị trường được nhúng trong trái phiếu chuyển đổi, bất kỳ mức tăng giá nào của cổ phiếu sẽ làm tăng giá trái phiếu chuyển đổi với tỷ lệ ít nhất tương đương. Vì vậy, giá chuyển đổi thị trường có thể được coi là "điểm hòa vốn".
- Phần bù chuyển đổi thị trường (Market conversion premium): Chênh lệch giữa giá chuyển đổi thị trường và giá thị trường hiện tại của cổ phiếu cơ sở. Người mua trái phiếu chuyển đổi chấp nhận phần bù chuyển đổi này để đổi lấy sự bảo vệ khi giá giảm từ các đặc điểm thu nhập cố định của trái phiếu chuyển đổi. Khi giá cổ phiếu giảm, giá của trái phiếu chuyển đổi sẽ không giảm xuống dưới giá trị sàn của trái phiếu. Phần bù chuyển đổi thị trường thường được biểu thị trên cơ sở mỗi cổ phiếu, và được tính theo công thức:[9]

| Phần bù chuyển đổi thị trường trên mỗi cổ phiếu = Giá chuyển đổi thị trường - Giá thị trường hiện tại |
- Parity (Giá trị ngang bằng): Là giá trị tức thời của trái phiếu chuyển đổi nếu được chuyển đổi, thường được tính bằng cách nhân giá cổ phiếu hiện tại với tỷ lệ chuyển đổi, dựa trên mệnh giá 100. Giá trị này cũng có thể được gọi là *Exchange Property*.

Trái phiếu chuyển đổi có thể có các đặc điểm khác như sau:
- Tính năng mua lại (Call features): Là khả năng của nhà phát hành (trong một số loại trái phiếu) mua lại trái phiếu sớm trước thời hạn. Tính năng này không nên bị nhầm lẫn với quyền chọn mua (call option).
- Softcall: Là tính năng mà nhà phát hành chỉ có thể mua lại trái phiếu trong những trường hợp nhất định, thường dựa trên hiệu suất giá cổ phiếu cơ sở (ví dụ: giá cổ phiếu hiện tại cao hơn 130% giá chuyển đổi trong 20 ngày trên tổng số 30 ngày).
- Hardcall: Không yêu cầu bất kỳ điều kiện cụ thể nào ngoài thời điểm xác định. Trong trường hợp này, nhà phát hành có thể mua lại một phần hoặc toàn bộ trái phiếu đã phát hành ở mức giá Call (thường là mệnh giá) sau một ngày được chỉ định.
- Tính năng bán lại (Put features): Là khả năng của người sở hữu trái phiếu (người cho vay) ép nhà phát hành (người đi vay) phải hoàn trả khoản vay trước ngày đáo hạn. Tính năng này thường xảy ra trong các khoảng thời gian cụ thể, như mỗi ba hoặc năm năm, cho phép người sở hữu thực hiện quyền yêu cầu hoàn trả sớm.
- Chuyển đổi có điều kiện (Contingent conversion - CoCo): Hạn chế khả năng của người sở hữu trái phiếu chuyển đổi trong việc chuyển đổi trái phiếu thành cổ phiếu. Các hạn chế này thường dựa trên giá cổ phiếu cơ sở và/hoặc thời gian (ví dụ: chỉ được phép chuyển đổi hàng quý nếu giá cổ phiếu cao hơn 115% giá chuyển đổi).[10] Các trái phiếu chuyển đổi ngược (Reverse convertibles) có thể được coi là một biến thể của trái phiếu bắt buộc chuyển đổi (Mandatory convertibles) với tính năng chuyển đổi có điều kiện. Gần đây, một số trái phiếu CoCo được phát hành dựa trên tỷ lệ vốn cấp 1 (Tier-1 capital ratio) của các ngân hàng lớn.
- Điều chỉnh giá chuyển đổi (Reset): Giá chuyển đổi có thể được điều chỉnh lại thành giá trị mới tùy thuộc vào hiệu suất của cổ phiếu cơ sở. Thường xảy ra trong trường hợp cổ phiếu kém hiệu quả (ví dụ: nếu giá cổ phiếu sau một năm thấp hơn 50% giá chuyển đổi, giá chuyển đổi mới sẽ là giá cổ phiếu hiện tại).
- Sự kiện thay đổi quyền kiểm soát (Change of control event - Ratchet): Giá chuyển đổi sẽ được điều chỉnh lại trong trường hợp công ty cơ sở bị mua lại. Có nhiều công thức tính Ratchet khác nhau (ví dụ: Make-whole base, phụ thuộc vào thời gian...), với tác động lên người sở hữu trái phiếu có thể nhỏ (ví dụ: ClubMed, 2013) hoặc đáng kể (ví dụ: Aegis, 2012). Thường thì điều khoản này cũng cấp quyền cho người sở hữu trái phiếu chuyển đổi được yêu cầu hoàn trả sớm trái phiếu.
- Không pha loãng (Non-dilutive): Tính năng không pha loãng đã trở nên phổ biến khi lãi suất thấp (ví dụ: tại thị trường Euro) nhằm giữ sức hấp dẫn của trái phiếu chuyển đổi đối với các nhà phát hành vốn đã hưởng lợi từ chi phí lãi suất thấp trên thị trường trái phiếu thông thường. Trong một đợt phát hành không pha loãng, nhà phát hành sẽ đồng thời tham gia vào một hợp đồng quyền chọn OTC với nhà bảo lãnh phát hành (hoặc bên thứ ba). Quyền chọn này thường có giá thực hiện và ngày đáo hạn tương ứng với trái phiếu chuyển đổi. Điều này giúp loại bỏ sự pha loãng trong trường hợp trái phiếu chuyển đổi được chuyển đổi khi đáo hạn nếu giá cổ phiếu cao hơn giá thực hiện. Để ngăn chặn pha loãng hoàn toàn, bản cáo bạch phát hành trái phiếu chuyển đổi thường giới hạn khả năng chuyển đổi sớm.[11]

## Thị trường và hồ sơ nhà đầu tư
Thị trường trái phiếu chuyển đổi toàn cầu tương đối nhỏ, với khoảng 400 tỷ USD (tính đến tháng 1 năm 2013, không bao gồm các sản phẩm tổng hợp). Để so sánh, thị trường trái phiếu doanh nghiệp thông thường có quy mô khoảng 14.000 tỷ USD. Trong số 400 tỷ USD này, khoảng 320 tỷ USD là trái phiếu chuyển đổi "Vanilla", chiếm phân khúc lớn nhất của loại tài sản này.
Trái phiếu chuyển đổi không được phân bố đồng đều trên các khu vực và có một số khác biệt nhỏ giữa các thị trường khu vực:
- Bắc Mỹ: Chiếm khoảng 50% thị trường trái phiếu chuyển đổi toàn cầu, phần lớn đến từ Mỹ (mặc dù Canada cũng chiếm vị trí đáng kể trong ngành vật liệu). Thị trường này có tính tiêu chuẩn hóa cao hơn so với các khu vực khác, với các cấu trúc chuyển đổi tương đối đồng nhất (ví dụ: tính năng Make-Whole tiêu chuẩn trong trường hợp thâu tóm, hoặc Chuyển đổi có điều kiện ở mức 130%).
Về giao dịch, thị trường trái phiếu chuyển đổi Mỹ được "tập trung hóa" xung quanh hệ thống TRACE, giúp minh bạch hóa giá cả. Một đặc điểm khác của thị trường này là tầm quan trọng của trái phiếu chuyển đổi bắt buộc (Mandatory Convertibles) và trái phiếu ưu đãi (Preferred), đặc biệt trong ngành tài chính (chiếm khoảng 10–20% số phát hành trong các chỉ số khu vực Mỹ). Phần lớn các giao dịch được thực hiện tại New York.
- EMEA (Châu Âu, Trung Đông và Châu Phi): Các phát hành từ khu vực này thường được giao dịch tại Châu Âu, với London là trung tâm lớn nhất, tiếp theo là Paris và ở mức độ nhỏ hơn là Frankfurt và Geneva. EMEA chiếm khoảng 25% thị trường toàn cầu và có sự đa dạng cao hơn về cấu trúc trái phiếu (ví dụ: từ CoCoCo đến OCEANE của Pháp). Do thiếu tiêu chuẩn hóa, thị trường này thường được coi là phức tạp và khó giao dịch hơn so với thị trường Mỹ. Một lượng rất nhỏ khối lượng giao dịch được thực hiện trên sàn giao dịch, trong khi phần lớn là giao dịch OTC (không có hệ thống báo cáo giá như TRACE). Thanh khoản thấp hơn đáng kể so với thị trường Bắc Mỹ. Quy ước giao dịch cũng không đồng nhất: trái phiếu chuyển đổi của Pháp thường giao dịch theo giá gộp (dirty price) và đơn vị, trong khi các nước khác giao dịch theo giá sạch (clean price) và mệnh giá tương đương.
- Châu Á (trừ Nhật Bản): Khu vực này chiếm khoảng 17% tổng thị trường, với cấu trúc tổng thể tương tự như thị trường EMEA nhưng có mức độ tiêu chuẩn hóa cao hơn giữa các phát hành. Phần lớn giao dịch diễn ra tại Hồng Kông, với một phần nhỏ tại Singapore.
- Nhật Bản: Khu vực này chiếm khoảng 8% tổng thị trường tính đến tháng 1 năm 2013, mặc dù trước đây từng có quy mô tương đương với thị trường Bắc Mỹ. Sự thu hẹp này chủ yếu do môi trường lãi suất thấp khiến lợi thế cạnh tranh trong việc giảm thanh toán lãi suất trở nên kém hấp dẫn với các nhà phát hành. Một đặc điểm nổi bật của thị trường Nhật Bản là giá phát hành thường cao hơn 100, nghĩa là nhà đầu tư phải chịu lãi suất âm để tận dụng tiềm năng tăng giá cổ phiếu cơ sở. Phần lớn giao dịch được thực hiện tại Tokyo (và một phần nhỏ tại Hồng Kông cho các công ty quốc tế).
---

### Hồ sơ nhà đầu tư trái phiếu chuyển đổi
Nhà đầu tư trái phiếu chuyển đổi thường được chia thành hai nhóm chính: Nhà đầu tư phòng ngừa rủi ro và Nhà đầu tư giữ dài hạn.
1. Nhà đầu tư phòng ngừa rủi ro (Hedged/Arbitrage/Swap Investors): Các bàn giao dịch độc quyền hoặc quỹ phòng hộ sử dụng chiến lược chính là chênh lệch giá trái phiếu chuyển đổi (Convertible Arbitrage). Cách tiếp cận cơ bản nhất là mua trái phiếu chuyển đổi và bán khống cổ phiếu cơ sở, thường được gọi là "on swap". Các nhà đầu tư phòng ngừa sẽ điều chỉnh các loại rủi ro khác nhau (ví dụ: Rủi ro cổ phiếu, tín dụng, lãi suất, biến động, tiền tệ) bằng cách thực hiện một hoặc nhiều giao dịch phòng ngừa (ví dụ: Bán khống cổ phiếu, CDS, hoán đổi tài sản, quyền chọn, hợp đồng tương lai). Bản chất của các nhà tạo lập thị trường (market-makers) cũng là các nhà đầu tư phòng ngừa rủi ro vì họ thường giữ sổ giao dịch được phòng ngừa trong ngày hoặc qua đêm để cung cấp thanh khoản cần thiết cho hoạt động tạo lập thị trường.
2. Nhà đầu tư giữ dài hạn (Long-only/Outright Investors): Là các nhà đầu tư nắm giữ trái phiếu chuyển đổi vì hồ sơ thanh toán bất đối xứng của chúng. Nhóm này thường chịu rủi ro từ nhiều yếu tố khác nhau. Các quỹ trái phiếu chuyển đổi toàn cầu thường phòng ngừa rủi ro tiền tệ và đôi khi cả rủi ro lãi suất, nhưng thường không bao gồm phòng ngừa rủi ro biến động, cổ phiếu và tín dụng trong chiến lược của họ.
Sự phân chia giữa các nhóm nhà đầu tư này khác nhau giữa các khu vực: 
- Năm 2013, thị trường Mỹ chủ yếu bị chi phối bởi Nhà đầu tư phòng ngừa rủi ro (khoảng 60%), 
- Trong khi EMEA lại do Nhà đầu tư giữ dài hạn chiếm ưu thế (khoảng 70%).  
- Trên toàn cầu, tỷ lệ phân chia giữa hai nhóm này khá cân bằng.

## Định giá
Về mặt lý thuyết, giá thị trường của trái phiếu chuyển đổi (convertible debenture) không bao giờ được giảm xuống dưới giá trị nội tại (intrinsic value). Giá trị nội tại đơn giản là số cổ phiếu có thể chuyển đổi ở mệnh giá nhân với giá thị trường hiện tại của cổ phiếu phổ thông.
Ba trạng thái chính của trái phiếu chuyển đổi là: 
- In-the-money: Giá chuyển đổi nhỏ hơn giá cổ phiếu.
- At-the-money: Giá chuyển đổi bằng giá cổ phiếu.
- Out-the-money: Giá chuyển đổi lớn hơn giá cổ phiếu.

---
Từ góc độ định giá, một trái phiếu chuyển đổi bao gồm hai tài sản: trái phiếu và chứng quyền (warrant). Việc định giá trái phiếu chuyển đổi yêu cầu các giả định:  
1. Độ biến động của cổ phiếu cơ sở để định giá quyền chọn.
2. Chênh lệch tín dụng cho phần thu nhập cố định, tính đến hồ sơ tín dụng của công ty và thứ hạng của trái phiếu chuyển đổi trong cấu trúc vốn.

Dựa trên giá thị trường của trái phiếu chuyển đổi, người ta có thể xác định:  
- Độ biến động ngụ ý (giả định chênh lệch tín dụng) hoặc
- Chênh lệch tín dụng ngụ ý (giả định độ biến động).

Sự kết hợp giữa độ biến động và tín dụng là cách tiếp cận tiêu chuẩn trong định giá trái phiếu chuyển đổi. Điều làm trái phiếu chuyển đổi trở nên thú vị là, ngoại trừ trường hợp trái phiếu "exchangeables" (đã đề cập ở trên), không thể hoàn toàn tách biệt độ biến động khỏi tín dụng. Độ biến động cao (một điểm tích cực) thường đi kèm với tín dụng yếu (một điểm tiêu cực). Trong trường hợp "exchangeables", chất lượng tín dụng của nhà phát hành có thể không liên quan đến độ biến động của cổ phiếu cơ sở. Những chuyên gia thực sự trong lĩnh vực trái phiếu chuyển đổi và "exchangeables" là những người biết cách cân bằng yếu tố này.
---
Một phương pháp đơn giản để tính giá trị của trái phiếu chuyển đổi là: 
1. Tính giá trị hiện tại (PV) của các khoản thanh toán lãi và gốc trong tương lai tại chi phí nợ.
2. Cộng thêm giá trị hiện tại của chứng quyền.

Tuy nhiên, phương pháp này bỏ qua các yếu tố thực tế trên thị trường, chẳng hạn như: 
- Lãi suất và chênh lệch tín dụng thay đổi ngẫu nhiên,
- Và không tính đến các tính năng phổ biến của trái phiếu chuyển đổi như quyền gọi của nhà phát hành, quyền bán của nhà đầu tư, và các điều chỉnh lại tỷ lệ chuyển đổi.

Các mô hình phổ biến nhất để định giá trái phiếu chuyển đổi có các tính năng này bao gồm: 
- Mô hình chênh lệch hữu hạn (finite difference models),
- Cây nhị phân (binomial trees)[12], và
- Cây tam phân (trinomial trees).

Ngoài ra, cũng có các mô hình định giá dựa trên phương pháp Monte Carlo.
---
Kể từ năm 1991–1992, hầu hết các nhà tạo lập thị trường ở châu Âu đã sử dụng mô hình nhị phân để định giá trái phiếu chuyển đổi. Các mô hình này đến từ các nguồn như INSEAD, Trend Data của Canada, Bloomberg LP, hoặc các mô hình tự phát triển. Những mô hình này yêu cầu các đầu vào như: 
- Chênh lệch tín dụng,
- Độ biến động để định giá (thường sử dụng độ biến động lịch sử), và
- Lãi suất phi rủi ro.

Tính toán theo mô hình nhị phân giả định phân phối xác suất hình chuông (bell-shaped) cho giá cổ phiếu trong tương lai. Độ biến động cao hơn làm phẳng đồ thị hình chuông. Khi có các quyền gọi của nhà phát hành và quyền bán của nhà đầu tư, chúng sẽ ảnh hưởng đến khoảng thời gian kỳ vọng còn lại của tùy chọn ở các mức giá cổ phiếu khác nhau. Giá trị nhị phân là giá trị kỳ vọng có trọng số:
1. Lấy giá trị từ tất cả các nút trong một mạng lưới mở rộng từ giá hiện tại,
2. Tính đến khoảng thời gian kỳ vọng khác nhau tại các mức giá cổ phiếu khác nhau.

---
Ba yếu tố chủ quan lớn nhất trong định giá trái phiếu chuyển đổi là:  
1. Tỷ lệ độ biến động được sử dụng, vì độ biến động không phải lúc nào cũng cố định.
2. Có nên tích hợp chi phí vay cổ phiếu vào mô hình hay không (dành cho các quỹ phòng hộ và nhà tạo lập thị trường).
3. Trạng thái cổ tức của cổ phiếu cơ sở, nếu trái phiếu bị gọi, vì nhà phát hành có thể điều chỉnh thời gian gọi trái phiếu để giảm thiểu chi phí cổ tức.

## Rủi ro
Trái phiếu chuyển đổi chủ yếu được phát hành bởi các công ty khởi nghiệp hoặc các công ty nhỏ. Khả năng vỡ nợ hoặc biến động lớn theo cả hai chiều (tăng hoặc giảm giá) cao hơn đáng kể so với các công ty lớn và lâu đời. Do đó, nhà đầu tư cần có nhận thức rõ ràng về rủi ro tín dụng đáng kể cũng như hành vi biến động giá mạnh mẽ liên quan đến trái phiếu chuyển đổi. Vì vậy, các mô hình định giá cần phải phản ánh được rủi ro tín dụng và xử lý được các khả năng xảy ra biến động giá đột ngột.

## Lợi ích đối với nhà đầu tư
- Trái phiếu chuyển đổi thường được phát hành với lãi suất cao hơn so với lợi suất có thể đạt được từ cổ phiếu mà trái phiếu chuyển đổi sang.

- Trái phiếu chuyển đổi an toàn hơn so với cổ phiếu ưu đãi hoặc cổ phiếu phổ thông đối với nhà đầu tư. Chúng cung cấp sự bảo vệ tài sản vì giá trị của trái phiếu chuyển đổi chỉ giảm xuống đến giá trị sàn của trái phiếu (bond floor). Tuy nhiên, trên thực tế, nếu giá cổ phiếu giảm quá mạnh, chênh lệch tín dụng (credit spread) sẽ tăng lên, dẫn đến giá trị của trái phiếu có thể giảm xuống dưới giá trị sàn. Đồng thời, trái phiếu chuyển đổi cũng có thể mang lại khả năng thu lợi nhuận cao tương tự như cổ phiếu.

- Ngoài ra, trái phiếu chuyển đổi thường ít biến động hơn so với cổ phiếu thông thường. Thực tế, một trái phiếu chuyển đổi hoạt động giống như một quyền chọn mua (call option). Với C là giá của quyền chọn và S là giá cổ phiếu thông thường, ta có:

{\displaystyle \Delta ={\frac {\delta C}{\delta S}}\Rightarrow \delta C=\Delta \times \delta S.}
Do đó, vì {\displaystyle 0<\Delta <1}, ta có {\displaystyle \delta C<\delta S}, điều này có nghĩa là biến động của C nhỏ hơn biến động của S, tức là trái phiếu chuyển đổi ít biến động hơn cổ phiếu.
- Việc đồng thời mua trái phiếu chuyển đổi và bán khống cổ phiếu phổ thông của cùng một tổ chức phát hành là một chiến lược của các quỹ đầu cơ, được gọi là arbitrage trái phiếu chuyển đổi (convertible arbitrage). Động lực của chiến lược này là quyền chọn cổ phiếu được nhúng trong trái phiếu chuyển đổi là một nguồn cung cấp biến động giá rẻ, mà các nhà đầu cơ trái phiếu chuyển đổi có thể khai thác.

- Trong một số trường hợp hạn chế, một số loại trái phiếu chuyển đổi có thể được bán khống, từ đó làm giảm giá thị trường của một cổ phiếu và cho phép người nắm giữ trái phiếu yêu cầu thêm cổ phiếu để bán khống. Điều này được gọi là tài trợ xoắn ốc tử thần (death spiral financing).

## Lợi ích đối với tổ chức phát hành

### Giảm chi phí vay cố định
Trái phiếu chuyển đổi cho phép tổ chức phát hành vay vốn với chi phí thấp hơn. Thông thường, lãi suất trái phiếu chuyển đổi tại thời điểm phát hành thấp hơn từ 1% đến 3% so với trái phiếu thông thường.

### Khóa mức lãi suất cố định thấp trong dài hạn
Đối với giám đốc tài chính theo dõi xu hướng lãi suất, trái phiếu chuyển đổi là một lựa chọn hấp dẫn để tận dụng mức lãi suất thấp nhất trong chu kỳ lãi suất, hoặc thay thế khoản vay lãi suất biến đổi bằng khoản vay lãi suất cố định thông qua trái phiếu chuyển đổi. Ngay cả khi thị trường lãi suất tăng, doanh nghiệp vẫn có thể vay với trái phiếu chuyển đổi có lãi suất thấp hơn so với trái phiếu thông thường.

### Giá chuyển đổi cao hơn giá phát hành cổ phiếu theo quyền mua
Giá chuyển đổi của trái phiếu chuyển đổi có thể được ấn định ở mức cao hơn giá cổ phiếu gần đây. So sánh giữa việc phát hành trái phiếu chuyển đổi với mức pha loãng cổ phiếu thấp hơn (khi giá chuyển đổi cao hơn 20%–30%) và việc phát hành cổ phiếu theo quyền mua, thường có mức pha loãng cao hơn (giảm giá 15%–20%).

### Hoãn pha loãng quyền biểu quyết
Với trái phiếu chuyển đổi, quyền biểu quyết của cổ đông hiện hữu chỉ bị pha loãng khi trái phiếu được chuyển đổi thành cổ phiếu. Tuy nhiên, cổ phiếu ưu đãi chuyển đổi thường có quyền biểu quyết nếu cổ tức ưu đãi bị nợ. Đặc biệt, mức ảnh hưởng lớn hơn xảy ra nếu tổ chức phát hành lựa chọn phát hành trái phiếu hoán đổi thay vì trái phiếu chuyển đổi.

### Gia tăng mức độ vay nợ
Trái phiếu chuyển đổi có thể được sử dụng để gia tăng tổng mức nợ của công ty. Thị trường thường kỳ vọng rằng doanh nghiệp không tăng mức vay nợ thông thường vượt quá giới hạn nhất định nếu không sẽ ảnh hưởng tiêu cực đến xếp hạng tín dụng và chi phí vay. Trái phiếu chuyển đổi có thể cung cấp nguồn vốn bổ sung khi kênh vay nợ thông thường không khả dụng.

### Tối đa hóa nguồn vốn theo quy định quyền ưu tiên
Tại một số quốc gia như Anh, các doanh nghiệp bị giới hạn số lượng cổ phiếu có thể phát hành cho nhà đầu tư không phải cổ đông mà không thông qua quyền ưu tiên. Trái phiếu chuyển đổi có thể huy động vốn nhiều hơn so với phát hành cổ phiếu thông thường trong các giới hạn này.

### Trái phiếu chuyển đổi với giá trị hoàn trả cao
Các loại trái phiếu chuyển đổi có giá trị hoàn trả cao, như phần lớn trái phiếu chuyển đổi của Pháp hoặc trái phiếu LYONs (không trả lãi suất), cung cấp lợi tức cố định từ sự gia tăng giá trị khi đáo hạn. Nếu trái phiếu được chuyển đổi trước ngày đáo hạn, tổ chức phát hành sẽ hưởng lợi từ việc phát hành trái phiếu với lãi suất thấp hoặc không lãi suất.

### Công cụ sử dụng trong thâu tóm
Trái phiếu chuyển đổi thường được sử dụng như một loại "tiền tệ" trong các thương vụ thâu tóm doanh nghiệp. Bên thâu tóm có thể đưa ra mức thu nhập cao hơn trên trái phiếu chuyển đổi so với tỷ suất cổ tức của công ty mục tiêu mà không cần tăng tỷ suất cổ tức trên toàn bộ cổ phiếu của mình. Điều này làm cho quá trình thâu tóm trở nên dễ dàng hơn đối với các bên thâu tóm có cổ phiếu có tỷ suất cổ tức thấp khi mua lại công ty có cổ phiếu với tỷ suất cổ tức cao hơn. Thậm chí, nghịch lý là tỷ suất cổ tức của cổ phiếu bên thâu tóm càng thấp, càng dễ để tạo ra mức phí chuyển đổi cao hơn trên trái phiếu chuyển đổi, mang lại lợi ích đáng kể cho các tính toán tài chính trong thương vụ thâu tóm.
Trong thập niên 1980, trái phiếu chuyển đổi nội địa tại Anh chiếm khoảng 80% thị trường trái phiếu chuyển đổi châu Âu, và hơn 80% số trái phiếu này được phát hành để làm "tiền tệ" thâu tóm hoặc để tài trợ cho các thương vụ thâu tóm. Các trái phiếu này có một số lợi thế mang tính "thẩm mỹ" trong các báo cáo tài chính:
- Thu nhập trên mỗi cổ phiếu pha loãng hoàn toàn (pro-forma). Thu nhập trên mỗi cổ phiếu pha loãng hoàn toàn không phản ánh chi phí bổ sung để phục vụ trái phiếu chuyển đổi trước ngày chuyển đổi, bất kể lãi suất trái phiếu là 10% hay 15%. Thu nhập này cũng được tính toán dựa trên số lượng cổ phiếu ít hơn so với việc sử dụng cổ phiếu như "tiền tệ" thâu tóm.

- Cách xử lý kế toán tại một số quốc gia. Tại một số quốc gia (như Phần Lan), trái phiếu chuyển đổi có thể được xem là vốn chủ sở hữu theo cách xử lý của nghề kế toán tại địa phương. Điều này dẫn đến việc khoản nợ ghi nhận trên báo cáo tài chính giảm so với việc sử dụng nợ thông thường để tài trợ cho thương vụ thâu tóm. Quan niệm phổ biến là tỷ lệ đòn bẩy tài chính sẽ thấp hơn nếu sử dụng trái phiếu chuyển đổi thay vì nợ thông thường.

- Thay đổi chuẩn mực kế toán tại Anh. Tại Anh, tổ chức tiền nhiệm của Hội đồng Chuẩn mực Kế toán Quốc tế (IASB) đã chấm dứt việc coi cổ phiếu ưu đãi chuyển đổi là vốn chủ sở hữu. Thay vào đó, cổ phiếu ưu đãi chuyển đổi phải được phân loại đồng thời là vốn ưu đãi và quyền chuyển đổi.

Tuy nhiên, chi phí cổ tức ưu đãi (có thể rất lớn) phát sinh khi phục vụ cổ phiếu ưu đãi chuyển đổi không được thể hiện trong báo cáo lợi nhuận trước thuế hợp nhất (pro-forma consolidated pretax profits statement).

### Ưu thế về thuế
Thị trường trái phiếu chuyển đổi chủ yếu hướng đến các nhà đầu tư không chịu thuế. Giá trái phiếu phản ánh giá trị cổ phiếu cơ sở, thu nhập gộp được chiết khấu, và giá trị quyền chọn của trái phiếu. Lợi thế thuế lớn nhất thuộc về trái phiếu chuyển đổi bắt buộc, giúp cổ đông hưởng lợi từ việc doanh nghiệp chứng khoán hóa thu nhập trong tương lai và khấu trừ khoản này vào lợi nhuận chịu thuế của doanh nghiệp.